# Espérance sportive de Tunis (volley-ball)
Cet article concerne la section volley-ball de l'Espérance sportive de Tunis. Pour les autres sections, voir Espérance sportive de Tunis.
L'Espérance sportive de Tunis (EST) est un club tunisien de volley-ball évoluant au plus haut niveau national (nationale A). Le club remporte un quadruplé historique en 2021.

## Histoire
Lors de la saison 2019-2020, l'EST remporte son vingtième titre de champion national après avoir battu le Club olympique de Kélibia (3-0).

## Palmarès
| National | International |
| --- | --- |
| - Championnat masculin de Tunisie (25) : - Vainqueur : 1964, 1965, 1966, 1967, 1968, 1969, 1976, 1978, 1993, 1996, 1997, 1998, 1999, 2007, 2008, 2015, 2016, 2018, 2019, 2020, 2021, 2022, 2023, 2024, 2025 - Coupe masculine de Tunisie (23) : - Vainqueur : 1964, 1965, 1966, 1967, 1980, 1993, 1994, 1996, 1997, 1999, 2000, 2007, 2010, 2014, 2017, 2018, 2019, 2020, 2021, 2022, 2023, 2024, 2025 - Finaliste : 1968, 1969, 1975, 1979, 1998, 2009, 2012, 2013, 2015, 2016 - Supercoupe masculine de Tunisie (9) : - Vainqueur : 2008, 2009, 2018, 2019, 2020, 2021, 2022, 2023, 2024 - Championnat féminin de Tunisie (5) : - Vainqueur : 1964, 1965, 1968, 1969, 1970 - Coupe féminine de Tunisie (2) : - Vainqueur : 1969, 1975 - Finaliste : 1965, 1967, 1968, 1971, 1984, 1986, 1987, 1988, 1990, 1991, 1992 - Championnat féminin de Tunisie de deuxième division (1) : - Vainqueur : 2022 | - Coupe d'Afrique des clubs champions masculin (5) : - Vainqueur : 1994, 1998, 2000, 2014, 2021 - Finaliste : 1999, 2013, 2015, 2016, 2022, 2025 - Coupe d'Afrique des clubs vainqueurs de coupe masculine - Finaliste : 1994 - Championnat arabe des clubs champions masculin (2) : - Vainqueur : 2007, 2014 - Finaliste : 1978, 1992, 2008, 2018, 2019 |

## Anciens joueurs
- Hassine Belkhouja
- Slim Chiboub